# Arthur Peacocke
Arthur Robert Peacocke (1924-2006) fue bioquímico y Decano del Clare College en la Universidad de Cambridge. 
Fue un pionero en la investigación de los principios de la química física del ADN.
En 1971, fue ordenado sacerdote en la Iglesia de Inglaterra y en 1986 fundó la Society of Ordained Scientists (SOSc) para hacer avanzar el desarrollo en el ámbito de la ciencia y la religión. 
Entre sus principales publicaciones en este ámbito son Science and the Christian Experiment (1971), que fue galardonado con el premio Lecomte du Noüy, Creation and the World of Science (1979), que estableció además su reputación internacional, Intimations of Reality: Critical Realism in Science and Religion (1984), Theology for a Scientific Age (1990, 2nd edition 1993, que incluye sus Gifford Lectures de 1993), God and the New Biology (1994), From DNA to DEAN: Reflections and Explorations of a Priest-Scientist (1996), God and Science: A Quest for Christianity Credibility (1996), y Paths from Science Towards God: The End of All Our Exploring (2001).
Fue galardonado con el premio Templeton en 2001.

## Obras
- The Palace of Glory: God's World and Science. ATF Press. 2005. ISBN 9781920691288.
- Evolution: The Disguised Friend of Faith?. Templeton Foundation Press. 2004. ISBN 9781932031720.
- Paths From Science Towards God: The End of all Our Exploring. Oneworld Publications. 2013. ISBN 9781780744599.
- Russell, Robert J.; Murphy, Nancey C.; Peacocke, Arthur Robert (1995). Chaos and Complexity: Scientific Perspectives on Divine Action (en inglés). Vatican Observatory. ISBN 9780268008123.[5][6]
- Clayton, Philip; Peacocke, Arthur Robert (2004). In Whom We Live and Move and Have Our Being: Panentheistic Reflections on God's Presence in a Scientific World (en inglés). Wm. B. Eerdmans Publishing. ISBN 9780802809780.[7]

### Ediciones en español
- Peacocke, A. R. (2008). Los caminos de la ciencia hacia Dios: el final de toda nuestra exploración. Editorial Sal Terrae. ISBN 978-84-293-1750-3.